# بر فراز دریا (فیلم ۲۰۱۸)
روی دریا (به انگلیسی: Overboard) فیلمی است محصول سال ۲۰۱۸ و به کارگردانی راب گرینبرگ است. در این فیلم بازیگرانی همچون آنا فاریس، اوخنیو دربس، اوا لونگوریا، جان هانا، مل رودریگز، سسیلیا سوارز، سوزی کرتز، جاش سگارا، خسوس اوچوآ، آدریان اوریبه و عمر چاپارو ایفای نقش کرده‌اند.
این فیلم بازسازی فیلم بر فراز دریا محصول ۱۹۸۷ می‌باشد.